# Kaszary
Kaszary (ros. Кашары) – wieś (słoboda) w południowo-zachodniej Rosji, w obwodzie rostowskim, położona ok. 60 km na wschód od granicy rosyjsko-ukraińskiej. W 2010 roku wieś liczyła 6039 mieszkańców.